# Chenghuangtempel van Yuci
De Chenghuangtempel van Yuci is een daoïstische tempel die gewijd is aan de daoïstische god Chenghuang. Chenghuang is de god van het lokale gebied Yuci. De tempel ligt aan de Dongdastraat in district Yuci, Jinzhong, Shanxi. Het gebouw staat op de lijst van belangrijke culturele beschermde gebouwen. Het beslaat een oppervlakte van zesduizend m². De bouw van de tempel begon in 1362, tijdens de Yuan-dynastie. Het vormt een van de belangrijke bezienswaardigheden van het oude stadsgedeelte van Yuci. Sinds tweeduizen is het een belangrijke filmlocatie voor films.